# Yercaud

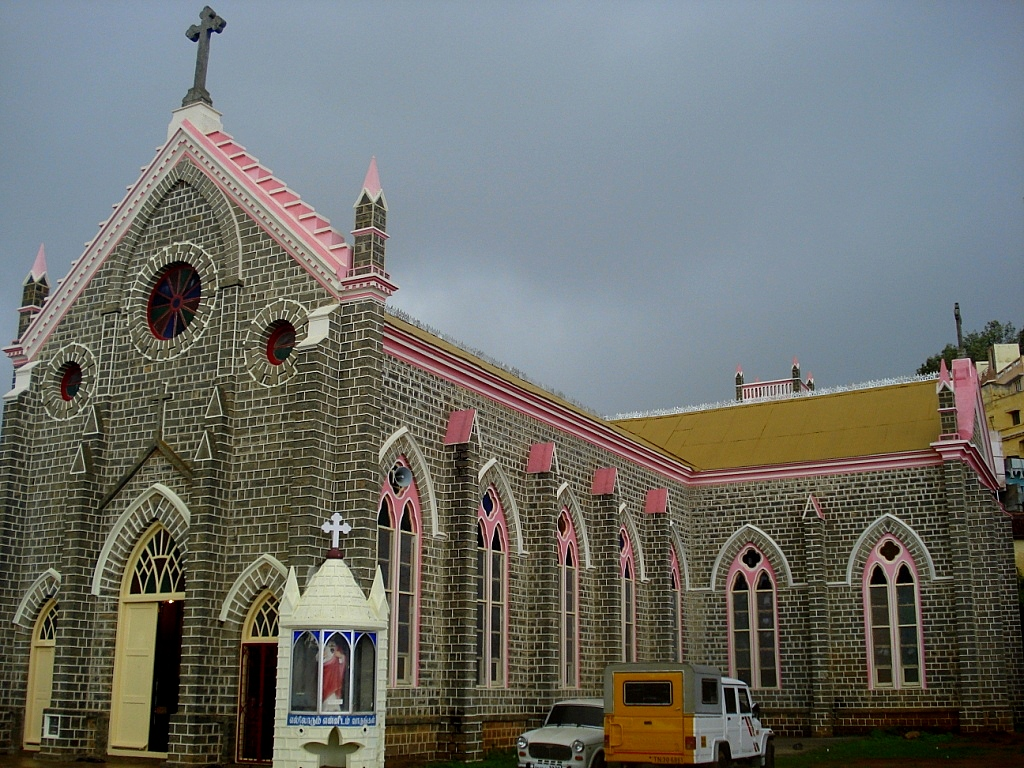
Sacred Heart Church

Yercaud (Tamil ஏற்காடு) ist eine Kleinstadt mit etwa 15.000 Einwohnern im Distrikt Salem im südindischen Bundesstaat Tamil Nadu. Während der britischen Kolonialzeit war der Bergort eine Hill Station.

## Lage und Klima
Yercaud liegt in einer Höhe von 1515 m in den bis zu 1620 m hohen Bergen der Shevaroy Hills im Binnenland Tamil Nadus gut 360 km (Fahrtstrecke) südwestlich der Millionenstadt Chennai (ehemals Madras); die Distriktshauptstadt Salem befindet sich nur ca. 30 km südwestlich. Das Klima ist wegen der Höhenlage gemäßigt, manchmal aber auch tropisch warm; Regen (ca. 1510 mm/Jahr) fällt überwiegend in den sommerlichen Monsunzeit.

## Bevölkerung
| Jahr      | 1991  | 2001  | 2011   |
| Einwohner | k. A. | 8.750 | 11.582 |

Ca. 73 % der Einwohner sind Hindus und ca. 2,5 % sind Moslems; der christliche Bevölkerungsanteil ist mit gut 23 % sehr hoch. Der männliche Bevölkerungsanteil ist ca. 3 % höher als der weibliche. Nur ca. 16 % der Bevölkerung sind Analphabeten. Die meisten Einwohner sprechen Tamil als Muttersprache.

## Wirtschaft
Früher bildete die Landwirtschaft die Lebensgrundlage der als Selbstversorger lebenden Bevölkerung. Heute können die meisten Lebensmittel auf dem Markt oder von Straßenhändlern gekauft werden. Die Briten führten den Teeanbau in der Region ein; überdies richteten sie hier zur Gesundheitsversorgung und Erholung von Offizieren und höheren Beamten eine Hill Station mit Sanatorium ein. Die Inder setzen diese Tradition für alle, die es sich leisten können, fort; so gibt es zahlreiche Ärzte und Ayurveda-Heilkundige.

## Geschichte
In der Umgebung von Yercaud wurden steinzeitliche Artefakte gefunden. Später war der mit einem kleinen Bergsee ausgestattete, aber abgelegene Platz nur dünn besiedelt. Erst während der britischen Kolonialzeit erlebte der Ort als Hill Station einen wirtschaftlichen und demografischen Aufschwung, der seit den 1980er Jahren erneut an Fahrt gewinnt.

## Sehenswürdigkeiten
Historisch oder kulturell bedeutsame Tempel etc. gibt es in Yercaud nicht; alle Bauten stammen aus dem 20. Jahrhundert. Interessant sind der hinduistische Annamalaiyar temple und die anglikanische Sacred Heart Church. Außerdem verdient das Orchidarium des Botanical Survey of India Beachtung. In der Umgebung finden sich zahlreiche Naturattraktionen, die zum Teil mit einem gemieteten Fahrrad oder aber per Rikscha oder Taxi erkundet werden können.